# 카쌈 로켓

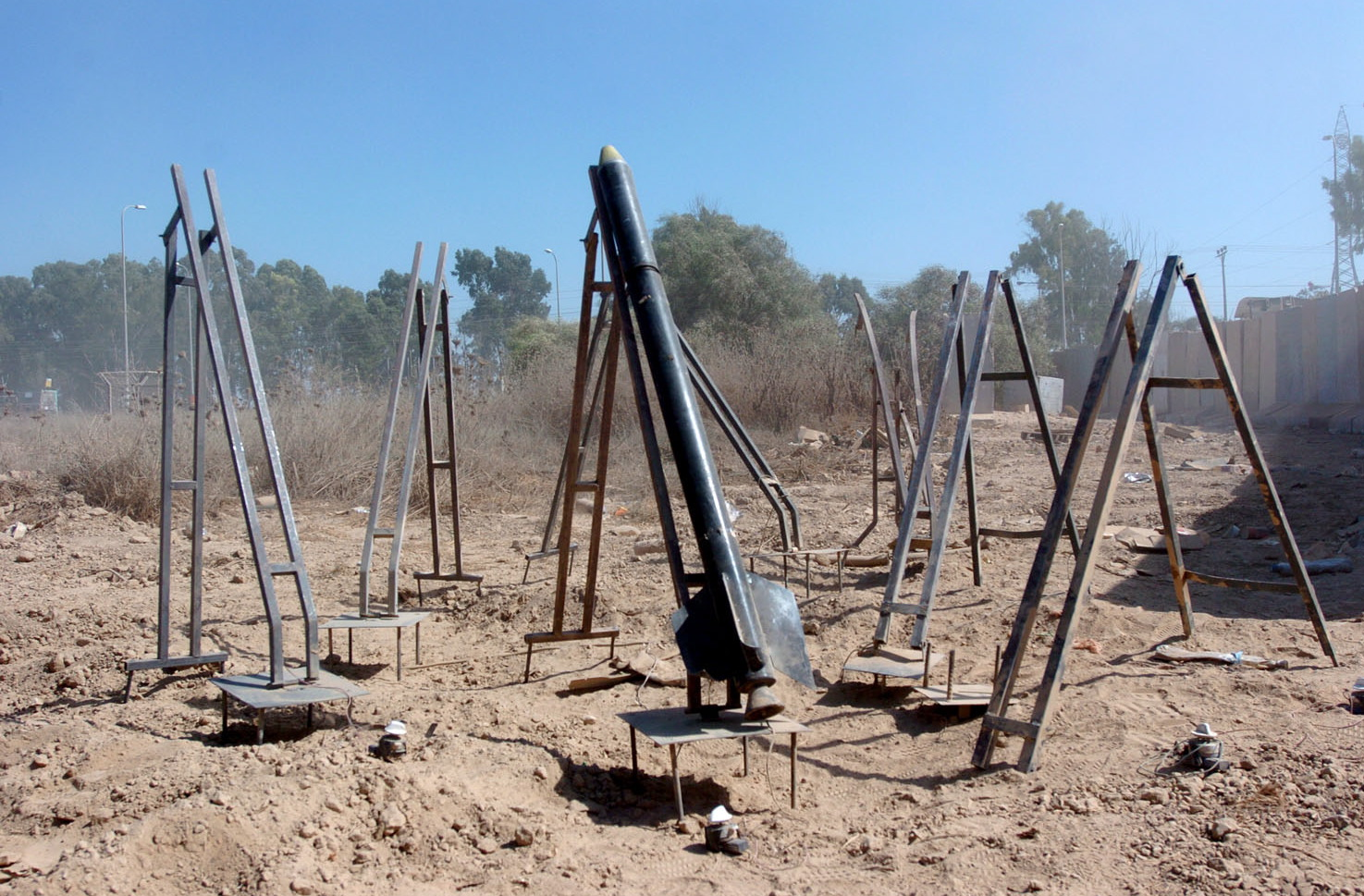

카쌈 로켓은 하마스 등이 이스라엘을 공격할 때 쓰는 로켓포로서, 60 mm 카쌈1(5km), 150 mm 카쌈2(12km), 200 mm 카쌈3(20km)가 있다. 한 발당 수십만원 정도 한다. 이에 대해 이스라엘은 한 발당 5천만원인 아이언 돔으로 카쌈 로켓을 요격하고 있다.

## 아이언 돔
카쌈 로켓은 이스라엘 정치인과 군사전문가들을 당혹하게 했으며, 여러 가지 혼재된 대응이 있었다. 2006년 이스라엘 국방장관은 카쌈이 물리적 타격보다는 심리적 타격이 크다고 말했다.
이스라엘군은 카쌈의 실전배치에 레드 칼라 조기경보시스템의 실전배치로 맞섰다. 레드 칼라 시스템은 카쌈의 발사장소를 추적할 수 있는 고성능 레이다와 로켓포탄이 떨어지기 15초에서 45초 전에 확성기를 통해 시민들에게 경고하는 시스템으로 구성되어 있다.
아이언 돔은 카쌈을 요격하는 시스템이다. 2011년 3월 실전배치되었다.

## 같이 보기
- 로켓포